# SUIT光學瞄準鏡

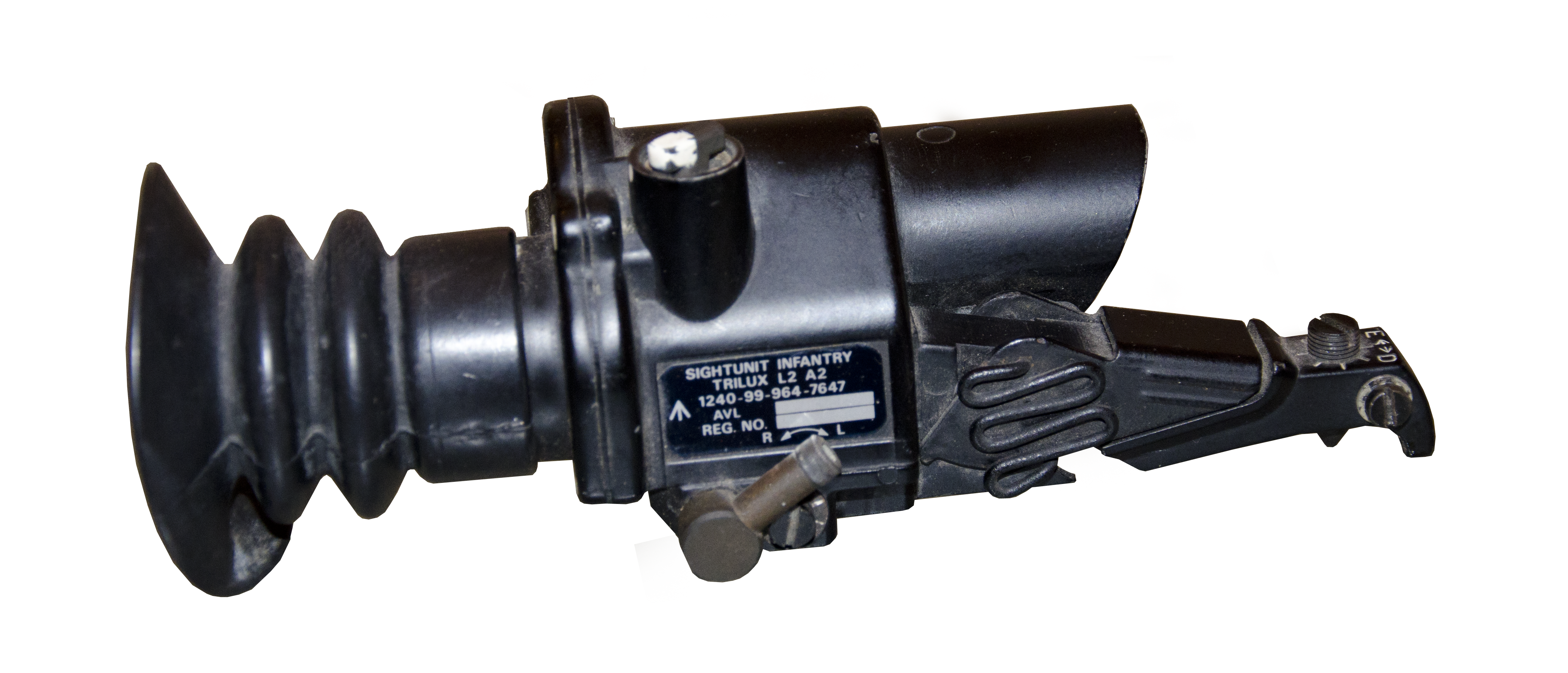
L2A2 SUIT光學瞄準鏡

SUIT（英語：Sight Unit Infantry Trilux，意為：由Trilux生產的步兵瞄準裝置）是一款放大倍率達到4倍的快拆式（英文：Quick-detachable）光学瞄准镜，在黃昏和黎明時段，可以使用內置的氚管作供電照明。該瞄準鏡在現在的英國軍隊之中的全稱為SUIT L2A2。該瞄準鏡的設計並不是作為狙擊手專用的瞄準具，而是要安裝在精確射手的步槍和機槍手的通用機槍以上使用。類似這款瞄準鏡的是美国Trijicon公司的ACOG光學瞄準鏡和加拿大ELCAN光學技術公司的C79光學瞄準鏡。

## 使用
SUIT光學瞄準鏡在英國軍隊之中是L1A1 SLR（英制式的FN FAL）、L7通用機槍（英軍的FN MAG）可選用的瞄準裝置系統。除了英國，它亦被澳大利亞和新西蘭所採用。
該瞄準具以上裝有一根撥桿，可在近距離模式（300公尺）和遠距離模式（500公尺）之間切換。
一款類似SUSAT的光學瞄準鏡被稱為Trilux SUSAT L9A1，被應用於SA80槍族、L108和L110（傘兵型）輕機槍以上。

## 標線
SUIT光學瞄準鏡的標線的設計相比起其他光學瞄準鏡而言並不尋常。SUIT並非採用傳統十字交會準星的分化（即是要目標和十字交會準星的標線相交），SUIT光學瞄準鏡內部的底部邊緣裝有一個方尖碑形的瞄準標線。這款標線的種類，有時被稱為“德國杆”（German Post）。這設計可以捕捉遠距離和前景上的目標。在低光度條件以下，該標線是以氚光照明以協助瞄準目標的。由於放射性衰變，因此它會逐漸地失去了它原來的亮度，亦因此放射性氚光源要每隔8—12年更換一次。

## 生產
SUIT光學瞄準鏡的外殼是從铝體經過壓力壓鑄成為單件，而光學瞄準鏡內部的接目鏡包括協助瞄準目標的透镜和適合大小的稜鏡配件。
SUIT光學瞄準鏡是由英國皇家武裝研究及發展機構（英語：Fort Halstead，簡稱：RARDE）所研發，並且由阿威莫有限公司（英語：Avimo Ltd.）所生產；目前後者已經易名為英國泰勒斯公司（英語：Thales UK）。

## 光學規格和尺寸
- 外形尺寸（長×寬×高）：188×76×69毫米（7.4×2.99×2.72英寸）
- 重量：340克（11.99盎司，0.75磅）
- 放大倍率：4倍
- 視角：8°（140密耳）
- 入瞳直徑：25.5毫米（1英吋）
- 出瞳直徑：6.375毫米（0.25英吋）
- 出瞳距離：35毫米（1.38英吋）
- 光透性：＞86℅
- 光亮照明模式：玻璃安瓿內的紅氚
- 光照強度：可調
- 氚安瓿壽命：8—12年
- 焦點：-0.75—-1.25屈光度
- 操作溫度：-46—+71°C
- 射程設置：300公尺（近距離模式，撥桿在後）和500公尺（遠距離模式，撥桿在前）
- 國家庫藏編號（National Stock Number，NSN；後來NSN之意被改稱為）：1240-99-964-7647（L2A2 SUIT，由Trilux生產的步兵瞄準裝置）

## 流行文化

### 電子遊戲
- 2005年—《真實計劃》： 2012年10月6日釋出的“福克蘭群島”版本，安裝在英國精確射手的L1A1 SLR以上。

## 外部連結
- （英文）—Image of Trilux SUIT（页面存档备份，存于）